# Teleogryllus mosetse
Teleogryllus mosetse är en insektsart som beskrevs av Otte, D., Toms och Cade 1988. Teleogryllus mosetse ingår i släktet Teleogryllus och familjen syrsor. Inga underarter finns listade i Catalogue of Life.